# Francisco de Burgoa
Francisco de Burgoa (Oaxaca, ca. 1600-Tepotzotlán, 1681) fue un historiador.

## Biografía
Entró a la Orden de Santo Domingo el 2 de agosto de 1629, y pronto se convirtió en un maestro de teología. Los voluminosos libros escritos por él en el pasado de su país de origen Estado de México, Oaxaca, son muy raros y valiosos, aunque no absolutamente fiables sobre ciertos temas.
Fue cura de varias parroquias de indios y se dice que su conocimiento de las lenguas nativas, la zapoteca y mixteca, fue muy completo. En 1649 se convirtió en Superior provincial de la Provincia de San Hipólito y tomó parte en el capítulo general de su orden en Roma en 1656.
Regresó a México con el título de vicario general, miembro de la Inquisición española, y comisario e inspector de Bibliotecas de Nueva España (México), en la Provincia de Antequera en 1662. Él estaba interesado en varias fundaciones y mejoras eclesiásticas, y era muy respetado en el momento de su muerte. Las dos obras históricas y geográficas a través de las cuales es más conocido son la Palestra Histórica, ó Historia de la Provincia de San Hipólito de Oaxaca, de la Orden de Predicadores (México, 1670), y la Geográfica Descripción de la parte Septentrional del Polo Ártico de la América y, Nueva Iglesia de las Indias Occidentales, y Sitio Astronómico de esta Provincia de Predicadores de Antequera Valle de Oaxaca" (México, 1674). Publicó una serie de sermones y escribió también Itinerario de Oaxaca a Roma y de Roma a Oaxaca.